# 니시야쓰시로군

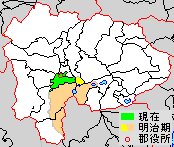
야마나시현 니시야쓰시로군의 범위

니시야쓰시로군(일본어: 西八代郡, にしやつしろぐん)은 일본 야마나시현 북서부에 있는 군이다.
인구 13,582명, 면적 75.18km², 인구밀도 181명/km².(2025년 3월 1일, 추계인구)
이하 1정으로 구성된다.
- 이치카와미사토정(市川三郷町)

## 군역
1878년 출범 당시의 군역은 위의 1정 외에 아래 구역에 해당한다. 원래 후지강의 좌안이 니시야쓰시로군, 우안이 미나미코마군이었지만, 합병을 거치면서 서서히 미나미코마군에 편입되면서 대폭 축소되었다.
- 고후시의 일부
- 미나미쓰루군 후지카와구치코정의 일부
- 미나미코마군 미노부정의 일부(후지강 동쪽)
- 미나미코마군 난부정의 일부(후지강 동쪽)
- 미나미코마군 후지카와정의 일부(후지강 동쪽)

## 역사
- 1878년 12월 19일 - 군구정촌 편제법이 야마나시현에서 시행되면서, 야쓰시로군의 일부로 니시야쓰시로군이 발족되었다.

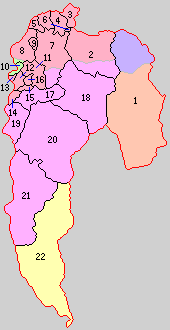
1.가미쿠이시키촌 2.시모쿠이시키촌 3.오쓰카촌 4.우에노촌 5.다카다촌 6.이치카와다이몬촌 7.야마호촌 8.도요와촌 9.하치노시리촌 10.하지카시마촌 11.오치이촌 12.이와마촌 13.구스호촌 14.가모가리쓰무기촌 15.미야하라촌 16.쓰즈라사와촌 17.구나도촌 18.후루세키촌 19.교와촌 20.도미사토촌 21.오코우치촌 22.사카에촌 (보라:고후시 빨강:이치카와미사토정 등색:미나미쓰루군 후지카와구치코정 분홍:미나미코마군 미노부정 노랑:미나미코마군 난부정 녹색:미나미코마군 후지카와정)

- 1889년 7월 1일 - 정촌제 시행으로, 아래의 정촌이 발족.(22촌)
  - 가미쿠이시키촌(上九一色村): 현 고후시, 미나미쓰루군 후지카와구치코정
  - 시모쿠이시키촌(下九一色村): 현 이치카와미사토정, 미나미코마군 미노부정
  - 오쓰카촌(大塚村), 우에노촌(上野村), 다카다촌(高田村), 이치카와다이몬촌(市川大門村): 현 이치카와미사토정
  - 야마호촌(山保村): 현 이치카와미사토정, 미나미코마군 미노부정
  - 도요와촌(豊和村): 현 이치카와미사토정, 미나미코마군 후지카와정
  - 하치노시리촌(八之尻村): 현 이치카와미사토정
  - 하지카시마촌(羽鹿島村): 현 미나미코마군 후지카와정
  - 오치이촌(落居村), 이와마촌(岩間村), 구스호촌(楠甫村), 가모가리쓰무기촌(鴨狩津向村), 미야하라촌(宮原村), 쓰즈라사와촌(葛籠沢村): 현 이치카와미사토정
  - 구나도촌(久那土村), 후루세키촌(古関村), 교와촌(共和村), 도미사토촌(富里村), 오코우치촌(大河内村):현 미나미코마군 미노부정
  - 사카에촌(栄村): 현 미나미코마군 난부정
- 1900년 4월 24일 - 이치카와다이몬촌이 정제 시행으로 이치카와다이몬정(市川大門町)이 됨.(1정 21촌)
- 1942년 7월 1일 - 도요와촌·하치노시리촌·하지카시마촌이 합병하여, 다이도촌(大同村)이 발족.(1정 19촌)
- 1951년 4월 1일 - 이와마촌·구스호촌·미야하라촌·쓰즈라사와촌·가모가리쓰무기촌·오치이촌이 합병하여, 로쿠고촌(六郷村)이 발족.(1정 14촌)
- 1954년)
  - 4월 1일(3정 12촌)
    - 로쿠고촌이 정제 시행으로 로쿠고정(六郷町)이 됨.
    - 도미사토촌이 정제 시행과 개칭으로 시모베정(下部町)이 됨.

  - 5월 15일 - 다카다촌이 이치카와다이몬정에 편입.(3정 11촌)
  - 11월 3일(4정 8촌)
    - 오쓰카촌·우에노촌 및 시모쿠이시키촌의 일부가 합병하여, 미타마정(三珠町)이 발족.
    - 시모쿠이시키촌의 잔여부가 후루세키촌에 편입.
- 1955년
  - 2월 11일 - 오코우치촌이 미나미코마군 미노부정·시모야마촌·도요오카촌과 합병하여, 새로이 미나미코마군 미노부정이 발족.(4정 7촌)
  - 4월 1일(4정 5촌)
    - 사카에촌이 미나미코마군 무쓰아이촌과 합병하여 미나미코마군 난부정이 발족.
    - 야마호촌의 일부가 이치카와다이몬정, 잔여부가 구나도촌에 분할편입.
- 1956년 9월 30일(4정 1촌)
  - 다이도촌의 일부가 이치카와다이몬정, 잔여부가 미나미코마군 가지카자와정에 분할편입.
  - 시모베정·구나도촌·후루세키촌·교와촌이 합병하여, 새로이 시모베정이 발족.
- 1958년
  - 1월 1일 - 이치카와다이몬정의 일부가 미나미코마군 가지카자와정에 편입.
  - 4월 1일 - 시모베정의 일부가 미나미코마군 나카토미정에 편입.
- 2004년 9월 13일 - 시모베정이 미나미코마군 미노부정·나카토미정과 합병하여, 새로이 미나미코마군 미노부정이 발족.(3정 1촌)
- 2005년 10월 1일 - 이치카와다이몬정·미타마정·로쿠고정이 합병하여, 이치카와미사토정(市川三郷町)이 발족.(1정 1촌)
- 2006년 3월 1일 - 가미쿠이시키촌의 일부가 고후시, 잔여부가 미나미쓰루군 후지카와구치코정에 분할편입.(1정)

## 같이 보기
- 야쓰시로군 (가이국)
- 히가시야쓰시로군